# Héctor Vidal Sosa
Héctor Vidal Sosa Gaona (Areguá, 12 de mayo de 1979) es un exfutbolista paraguayo que se desempeñó como defensa central. Su último equipo fue el Club Sportivo Iteño de la Segunda División de Paraguay.

## Trayectoria
Es un zaguero central que comenzó jugando para el Sol de América en 1997 y se mantuvo hasta el 2003, siempre peleó el descenso con el Sol de América teniendo como compañeros a Justo Villar y Carlos Bonet. Por sus buenas actuaciones llegó al 12 de Octubre donde los años que estuvo volvió a pelear por no descender, fue convocado por la selección de fútbol de Paraguay para las eliminatorias rumbo al mundial de Alemania, pero no llegó a disputar ningún compromiso, solo un amistoso.
Posteriormente fue contratado por Quilmes de Argentina siendo presentado con el número 6, jugó junto al internacional uruguayo Álvaro Pereira. Ese año fue malo colectivamente ya que se descendió a la Primera B Nacional, donde jugó hasta el 2008. Con este equipo disputó la Primera División de Argentina. Después fue contratado por el Rubio Ñu por perdido de Francisco "Chiqui" Arce, donde estuvo hasta fines del 2009. Al año siguiente se enroló a las filas del Club Alianza Lima de Perú, donde se encontró con su compatriota Édgar Gonzales y donde se mantuvo hasta mediados de junio de 2010, cuando se desligó por mutuo acuerdo con la institución. Tuvo en contra el cupo de extranjeros y también el bajo rendimiento que tuvo en la Copa Libertadores 2010 donde clasificó hasta los octavos de final.
En 2011 ficha por el Unión Comercio de la Primera División de Perú alcanzando un cupo para la Copa Sudamericana 2012.
En el 2014 ficha por el Club Sportivo San Lorenzo de Paraguay club con el que obtuvo el ascenso a la primera división y el título de campeón de la división Intermedia. En la finalísima convirtió el quinto y último tiro de la tanda de penales con el que su equipo se consagró campeón. Jugó en la Primera División con el Sportivo San Lorenzo hasta los primeros partidos del Torneo Clausura del año 2015.
En julio de 2015 ficha como refuerzo por el club Independiente de Campo Grande de la División Intermedia.

## Clubes
| Club             | País      | Año       |
| ---------------- | --------- | --------- |
| Sol de América   | Paraguay  | 1997-2003 |
| 12 de Octubre    | Paraguay  | 2004-2006 |
| Quilmes          | Argentina | 2006-2008 |
| Rubio Ñu         | Paraguay  | 2009      |
| Alianza Lima     | Perú      | 2010      |
| Unión Comercio   | Perú      | 2011-2012 |
| San Lorenzo      | Paraguay  | 2012-2015 |
| Independiente CG | Paraguay  | 2015-2016 |

## Palmarés
| Título              | Equipo               | País     | Año  |
| ------------------- | -------------------- | -------- | ---- |
| División Intermedia | Sportivo San Lorenzo | Paraguay | 2014 |